# 三水站

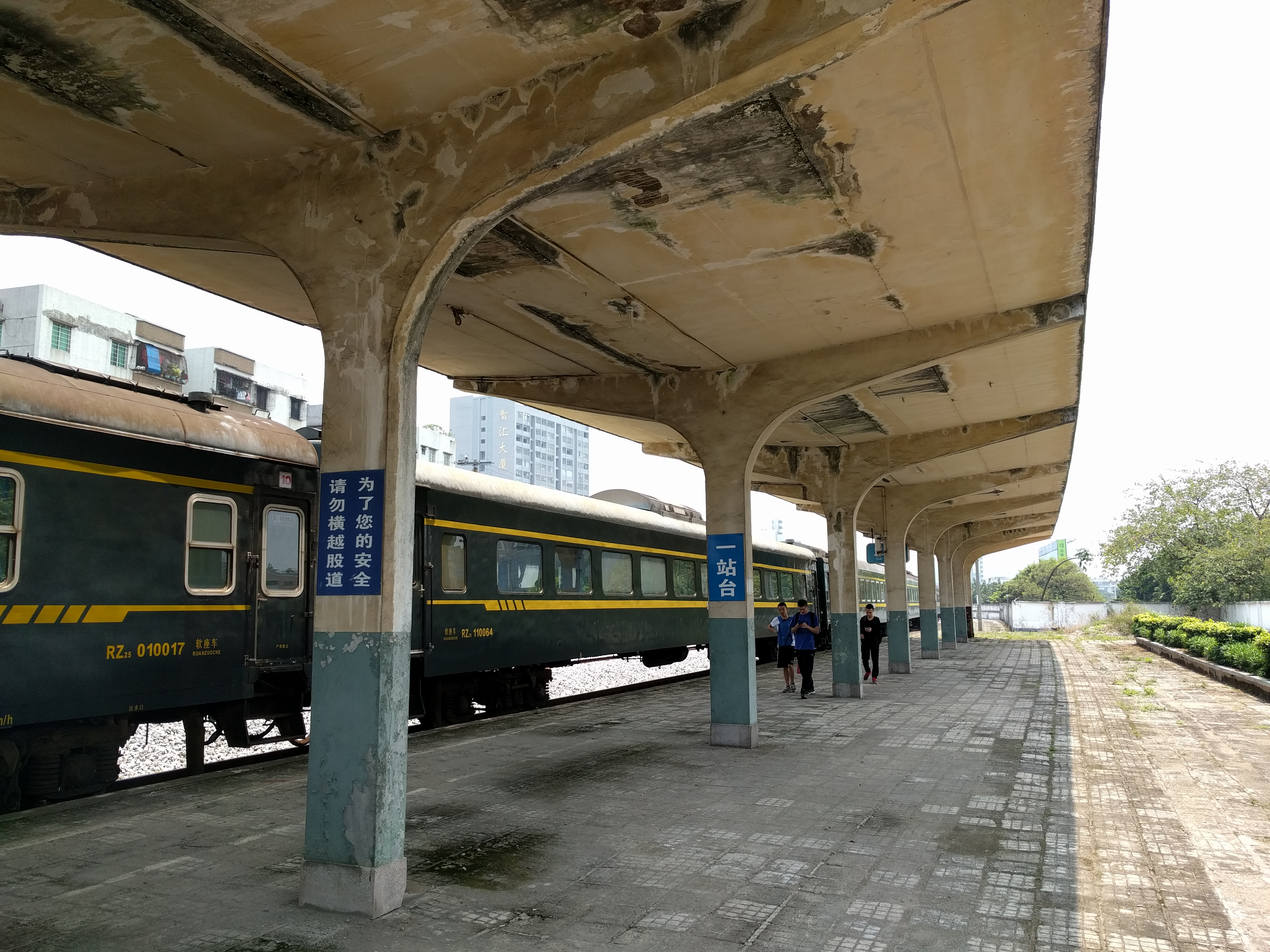
广州开往茂名的K9045次列车停靠在三水站1站台

三水站，位于中华人民共和国广东省佛山市三水区西南街道，是广茂铁路上的火车站，建于1903年，由广州铁路集团管辖。
原是三水一带主要客运车站。随着高铁及城轨开通，停靠本站车次越来越少，2020年后已经无客运列车停靠本站。

## 周邊地点
- 中国人民银行三水支行
- 电信文化广场
- 三水文化公园
- 佛山三水恒福星际酒店
- 金花银花商场
- 佛山三水君悦酒店
- 三水区人民政府
- 中国农业银行佛山三水银河支行
- 佛山市三水区中山医院
- 佛山市三水区业余体育学校
- 三水人民体育场
- 三水区环境保护局
- 西南影剧院
- 新西南市场
- 西南武庙
- 广东省北江流域管理局
- 佛山三水中旅华厦酒店
- 三水广播电视局
- 佛山市中医院三水医院
- 西南中心小学
- 三水区教育局
- 中国工商银行佛山三水文锋支行
- 7天酒店佛山三水广场店
- 中国银行佛山三水环城支行
- 西南第八小学
- 明智月桂综合市场

## 外部連結
- 中国铁路客户服务中心（页面存档备份，存于）